# 宗村宗二
宗村 宗二（むねむら むねじ、1943年（昭和18年）10月1日 - ）は、新潟県黒埼町（現在の新潟市西区）出身の元レスリング選手。

## 経歴
1968年（昭和43年）メキシコシティーオリンピック男子グレコローマンスタイルライト級金メダリスト。学歴は巻農業高校と明治大学を卒業した。